# Spider-Man (Pavitr Prabhakar)
Spider-Man (Pavitr Prabhakar) es un superhéroe que aparece en los cómics estadounidenses publicados por Marvel Comics. Es una versión alternativa de Spider-Man que vive en la India.
El personaje realizó su debut cinematográfico en la película animada de 2023 Spider-Man: Across the Spider-Verse con la voz de Karan Soni, representado como miembro de las Fuerzas Araña de Miguel O'Hara.

## Historial de publicaciones
Pavitr Prabhakar apareció por primera vez en Spider-Man: India #1 (enero de 2005).

## Biografía ficticia
Pavitr Prabhakar, un sencillo niño indio de un pueblo remoto, se muda a Bombay con su Tía Maya y su Tío Bhim para estudiar después de obtener la mitad de una beca. Sus padres murieron hace algunos años. Otros estudiantes de su nueva escuela se burlan de él y lo golpean por su naturaleza estudiosa y sus antecedentes simples. Sabe que su Tío Bhim está luchando para mantenerlo a él y a su Tía Maya y pagar la matrícula escolar. Solo Meera Jain, una chica popular de su escuela, se hace amiga de él.
Mientras tanto, un señor del crimen local llamado Nalin Oberoi usa un amuleto para realizar un antiguo ritual en el que está poseído por un demonio comprometido a abrir una puerta para que otros demonios invadan la Tierra. Mientras es perseguido por matones, Pavitr Prabhakar se encuentra con un anciano yogui que le otorga los poderes de una araña para luchar contra el mal que amenaza al mundo. Mientras descubre sus poderes, Pavitr Prabhakar se niega a ayudar a una mujer que está siendo atacada por varios hombres. Abandona el lugar, pero regresa cuando escucha a su tío gritar y descubre que ha sido asesinado. Se entera de que Bhim fue apuñalado cuando trató de ayudar a la mujer. Pavitr Prabhakar entiende que un gran poder conlleva una gran responsabilidad y jura usar sus poderes para el bien de los demás.
Nalin Oberoi vuelve a ser humano brevemente y transforma a un médico de buenos modales en un demonio con cuatro tentáculos mágicos (la versión india del Doctor Octopus) y lo envía a matar a Spider-Man, siguiendo las instrucciones de las voces del demonio. "Doc Ock" falla y Spider-Man hace su debut público como héroe. Los periódicos, sin embargo, lo etiquetan como una amenaza.
Oberoi secuestra a la tía de Pavitr Prabhakar y la lleva a una refinería en las afueras de Bombay. Allí traiciona al Doctor Octopus, arrojándolo al océano. Spider-Man llega y lucha contra Oberoi, quien también secuestró a Meera. Deja caer tanto a Maya como a Meera desde lo alto de la refinería. Spider-Man se lanza en busca de su tía, pero no logra rescatar a Meera, quien es salvada por el Doctor Octopus. Pavitr le revela su identidad a Meera y le pide que lleve a su tía a un lugar seguro.
Oberoi se deshace del Doctor Octopus para siempre y toca a Spider-Man con el amuleto. Una criatura parecida a Venom emerge del amuleto e intenta atraer a Spider-Man al lado oscuro. Pavitr recuerda el dicho de su tío sobre la responsabilidad y rechaza el mal, rompiendo el vínculo entre los demonios y Oberoi y haciendo que Oberoi sea humano nuevamente. Spider-Man arroja el amuleto al océano y Oberoi es enviado a una institución mental.
Finalmente, la paz se restaura en Bombay. Pavitr Prabhakar comienza un romance con Meera y se muestra celebrando el festival Diwali con su tía. La historia termina con una cita del Bhagavad Gita, que muestra que el Venom-Demonio no sigue vivo.

### Spider-Verse
Durante la historia de Spider-Verse, que presentaba a Spider-Men de varias realidades alternativas, se vio a Pavitr Prabhakar luchando contra un misterioso nuevo villano llamado Karn, a quien confundió con un demonio. The Superior Spider-Man (la mente del Doctor Octopus en el cuerpo de Peter Parker) logró salvarlo y lo reclutó en su ejército de arañas. En el segundo volumen de Spider-Verse ambientado durante el evento Secret Wars, Pavitr Prabhakar se encontró en el dominio de Battleworld llamado Arachnia, donde se asoció con Spider-Gwen, Spider-Ham, Spider-Man Noir, Spider-UK y Anya Corazon, aunque ninguno de ellos recordaba su encuentro anterior durante el original Spider-Verse.
Tras la conclusión de Secret Wars, el equipo de seis arañas que se formó durante el evento cambiará su nombre y aparecerá en una nueva serie en curso llamada Web Warriors, un nombre acuñado por Peter Parker de la serie de televisión Ultimate Spider-Man durante el original Spider-Verse.

### Spider-Geddon
Durante la historia de "Spider-Geddon", Pavitr ha estado vigilando la Tierra-3145 con la ayuda de Spider-Girl, Spider-Punk, Spider-UK y Master Weaver. Descubren que los Herederos se han desnutrido desde la última vez que fueron vistos.

## En otros medios
- Pavitr Prabhakar aparece en la película Spider-Man: Across the Spider-Verse (2023), con la voz de Karan Soni. Esta versión es miembro de Spider-Force de Miguel O'Hara. Se realizan varios cambios en sus mitos, como que se ponga un disfraz diferente al de su homólogo del cómic y que ahora viva en "Mumbattan" (un híbrido de Mumbai y Manhattan). También está saliendo con Gayatri Singh, hija de un inspector de alto perfil, que son análogos a Gwen y George Stacy, respectivamente. Con la ayuda de Miles Morales, Pavitr puede salvar tanto a Gayatri como al inspector Singh de un desastre causado por el villano Mancha. Sin embargo, el universo de Pavitr se pone en riesgo ya que el rescate del inspector Singh por parte de Miles fue una anomalía que interrumpió un evento "canónico". Más tarde, Pavitr se une al equipo de Gwen para salvar a Miles de las fuerzas de Mancha y Miguel O'Hara.[1]
- Pavitr Prabhakar aparece como un personaje jugable desbloqueable en Spider-Man Unlimited.

## Recepción
James Whitbrook de io9 colocó a Pavitr en el número catorce como la mejor versión alternativa de Spider-Man. Explicando que "tiene mucho en común con el legado general de Spider-Man, pero es probablemente el mejor ejemplo de un Spider-Man extranjero que Marvel haya intentado". Ryan Linch de Screen Rant colocó a Pavitr en el número diez, y opinó que el personaje "tiene algunas desviaciones realmente inteligentes de sus contrapartes estadounidenses, pero aún conserva todo lo que hace que Spider-Man sea genial".